# Albert Campbell
Albert Campbell (Londonderry, 1862 – 1954) è stato un fisico britannico.
Nel 1910 inventò un ponte per la misurazione di impedenze. Si occupò inoltre di pupinizzazione, scoprendo una formula per calcolare la costante di propagazione di una linea pupinizzata.